# Saskatchewan
Il Saskatchewan è una provincia del Canada occidentale.
Con i suoi 651900 km² il Saskatchewan confina a nord con i Territori del Nord-Ovest, a est con il Manitoba, a sud con gli Stati Uniti d'America (Montana e Dakota del Nord), a ovest con l'Alberta; il capoluogo è Regina, un'altra grande città è Saskatoon. Prende il nome dall'omonimo fiume che vi scorre.

## Geografia

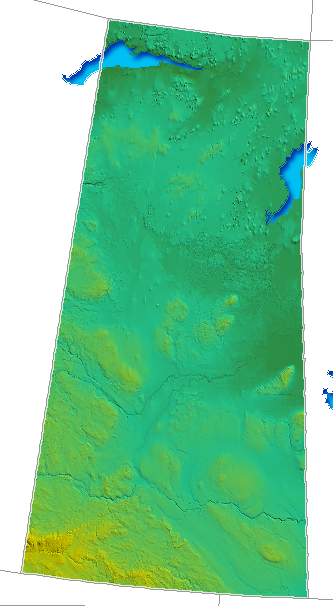
Morfologia della provincia di Saskatchewan

### Geografia fisica
Su un'ampia scala la forma del Saskatchewan appare come un quadrilatero i cui confini sono situati quasi perfettamente sul 49º e 60º parallelo nord e sul 100º e 102º meridiano ovest. Tuttavia, a causa delle dimensioni della provincia, le linee di confine dei paralleli sono curve.
Inoltre il confine orientale della provincia è parzialmente deformato e non segue sempre la stessa linea di longitudine; le correzioni furono elaborate dagli ispettori che misurarono i lotti di terreno per il programma di colonizzazione del territorio (1880-1928). Il Saskatchewan è l'unica provincia canadese a non possedere confini geografici delimitati da caratteristiche fisiche (mari, montagne o fiumi). È inoltre, assieme all'Alberta, una delle due sole province prive di sbocchi sul mare.
Nel Saskatchewan si trovano due grandi regioni naturali: lo Scudo canadese a nord e le pianure interne a sud. Il Saskatchewan è in gran parte coperto dalla foresta boreale, eccezione fatta per l'Athabasca Lake Sand Dunes, la più grande duna di sabbia del mondo a nord del 58º parallelo, vicino alla riva meridionale del Lago Athabasca. Nel sud è presente un'altra zona con dune sabbiose, conosciuta con il nome di Great Sand Hills che copre più di 300 chilometri quadrati.
La regione delle Cypress Hills, che si trova nell'angolo sud-occidentale del Saskatchewan, e le Killdeer Badlands (Grasslands National Park), sono le sole zone della provincia rimaste sopra i ghiacci durante l'ultima glaciazione. Nelle Cypress Hills si trova anche il punto più elevato della provincia, a 1 468 metri sul livello del mare. Il punto più basso, a 213 metri è la riva del Lago Athabasca nell'estremo nord. I vari fiumi che percorrono questo territorio si raccolgono in tre grandi bacini di drenaggio, che si dirigono verso l'Oceano Artico, la Baia di Hudson, e il Golfo del Messico.

### Clima
Il Saskatchewan riceve più ore di sole di qualsiasi altra provincia canadese. La provincia si trova lontano da qualsiasi specchio d'acqua significativo. Questo fatto, unito alla sua latitudine settentrionale, le conferisce un'estate calda, corrispondente al suo clima continentale umido (tipo Köppen Dfb) nella parte centrale e in gran parte della parte orientale della provincia, nonché alle Colline dei Cipressi; prosciugandosi in un clima steppico semiarido (tipo Köppen BSk) nella parte sud-occidentale della provincia. La siccità può colpire le aree agricole per lunghi periodi con precipitazioni scarse o assenti. Le parti settentrionali del Saskatchewan - da circa La Ronge verso nord - hanno un clima subartico (Köppen Dfc) con una stagione estiva più breve. Le estati possono diventare molto calde, a volte sopra i 38 °C durante il giorno, e con umidità in diminuzione da nord-est a sud-ovest. I caldi venti meridionali soffiano dalle pianure e dalle regioni intermontane degli Stati Uniti occidentali durante gran parte di luglio e agosto, spesso durante la primavera e a settembre si verificano masse d'aria molto fresche o calde ma variabili. Gli inverni sono generalmente molto freddi, con frequente aria artica che scende da nord. con temperature elevate che non superano −17 °C per intere settimane. I venti caldi chinook soffiano spesso da ovest, portando periodi di clima mite. Le precipitazioni annuali sono in media da 30 a 45 centimetri in tutta la provincia, con la maggior parte della pioggia che cade a giugno, luglio e agosto.
Il Saskatchewan è una delle parti più attive dei tornado del Canada, con una media di circa 12-18 tornado all'anno, alcuni violenti. Nel 2012 sono stati segnalati 33 tornado nella provincia. Il Regina Cyclone ebbe luogo nel giugno 1912 quando 28 persone morirono in un tornado F4 in scala Fujita. In Saskatchewan si verificano temporali gravi e non gravi, di solito dall'inizio della primavera alla fine dell'estate. Grandine, forti venti e tornado isolati sono un evento comune.
La temperatura più alta mai registrata nel Saskatchewan è stata di 45 °C a Midale e Yellow Grass. La temperatura più bassa è stata di −56,7 °C a Prince Albert, a nord di Saskatoon.

## Storia
Prima dell'arrivo degli europei le terre del Saskatchewan erano già popolate da tribù di nativi, fra le quali i Dene, gli Algonchini e i Sioux. Come per buona parte del Canada Occidentale, i primi uomini bianchi che si spinsero in questa regione erano attirati da possibilità di affari nel commercio delle pellicce con gli indigeni. Fra i primi Henry Kelsey che nel 1690 risalì parte del fiume Saskatchewan.
Il primo insediamento europeo fu il Fort de la Corne fondato dai francesi nel 1753. Successivamente nel 1774 si installò a Cumberland House la Compagnia della Baia di Hudson, titolare dei diritti di sfruttamento di tutta la cosiddetta Terra di Rupert, una vastissima e sconosciuta regione che si spingeva dalla Baia di Hudson alle Montagne Rocciose. Quando la compagnia trasferì nel 1870 il controllo della Terra di Rupert alla corona britannica e questa al governo del Canada, la regione entrò a far parte degli immensi Territori del Nord-Ovest. Fra gli anni cinquanta e sessanta dell'Ottocento si susseguirono esplorazioni scientifiche attraverso le vaste praterie occidentali, ma una più seria (anche se parziale) colonizzazione fu possibile solo con l'arrivo della ferrovia: la Canadian Pacific Railway che avrebbe collegato Montréal a Vancouver sul finire del XIX secolo.
Nel 1882 il Canada creò quattro nuovi distretti: Assiniboia, Athabasca, Alberta e Saskatchewan. Quest'ultimo divenne provincia il 1º settembre 1905.
Negli anni '20 il Saskatchewan fu un'importante base elettorale del Partito Progressista, di carattere ruralista e socialdemocratico.
Ancora prevalentemente agricolo, il Saskatchewan fu particolarmente colpito dalla grande depressione degli anni trenta. In tale contesto, mentre nel resto del Canada occidentale nasceva il Partito del Credito Sociale, il Saskachewan fu la culla della Federazione del Commonwealth Cooperativo, di orientamento socialista. Con tale partito nel 1944 il Saskatchewan elesse il primo governo socialista dell'America del Nord, guidato da Tommy Douglas.
Il governo socialista amministrò il Saskatchewan per 20 anni con cinque maggioranze consecutive. Attuò un'ampia scala di nazionalizzazioni, pur lasciando un surprlus economico, ed espanse lo stato sociale. Nonostante le opposizioni degli altri partiti e del preesistente sistema medico privato, i socialisti furono i principali propugnatori della creazione di un sistema sanitario pubblico, che fu fondato nel 1962. L'esempio del Saskatchewan pose le basi per la successiva creazione del sistema sanitario odierno del Paese.
Pur essendo stata il luogo di nascita del socialismo parlamentare canadese, oggi trasformatosi nella socialdemocrazia del Nuovo Partito Democratico, nel XXI secolo la provincia ha mostrato tendenze sempre più conservatrici, diventando una delle principali roccaforti del Partito Conservatore del Canada.

## Economia
Sebbene l'economia del Saskatchewan sia stata tradizionalmente agricola, oggi il panorama produttivo è molto più diversificato, tanto che in termini di P.I.L. il settore primario contribuisce solo per un 6,8% alla ricchezza della provincia. Al grano, la coltivazione più comune, si affiancano una vasta gamma di altre produzioni come lino, colza, segale, avena.
Rilevante è lo sfruttamento delle riserve forestali nelle regioni settentrionali, ma è il settore minerario a ricoprire un'importanza vitale, se si pensa che nell'esportazione di uranio e potassio il Saskatchewan è fra i leader mondiali. Dal sottosuolo si estrae anche petrolio, con interessanti giacimenti nell'area Lloydminster-Kerrobert-Kindersley, e gas naturale nelle regioni più occidentali. Per queste fonti energetiche il Saskatchewan è secondo solo all'Alberta nel panorama canadese.

## Città
Le dieci principali città:
| Città               | 1996    | 2001    | 2006    |
| ------------------- | ------- | ------- | ------- |
| Saskatoon           | 193 653 | 196 861 | 202 340 |
| Regina              | 180 404 | 178 225 | 179 246 |
| Prince Albert       | 34 777  | 34 291  | 34 138  |
| Moose Jaw           | 32 973  | 32 131  | 32 132  |
| Yorkton             | 15 154  | 15 107  | 15 038  |
| Swift Current       | 14 890  | 14 821  | 14 946  |
| North Battleford    | 14 051  | 13 692  | 13 190  |
| Estevan             | 10 752  | 10 242  | 10 084  |
| Weyburn             | 9 723   | 9 534   | 9 433   |
| Corman Park No. 344 | 7 142   | 8 043   | 8 349   |

## Politica
A capo del governo della provincia c'è il Premier del Saskatchewan. I parlamentari dell'assemblea provinciale vengono eletti tramite circoscrizioni a maggioritario secco.

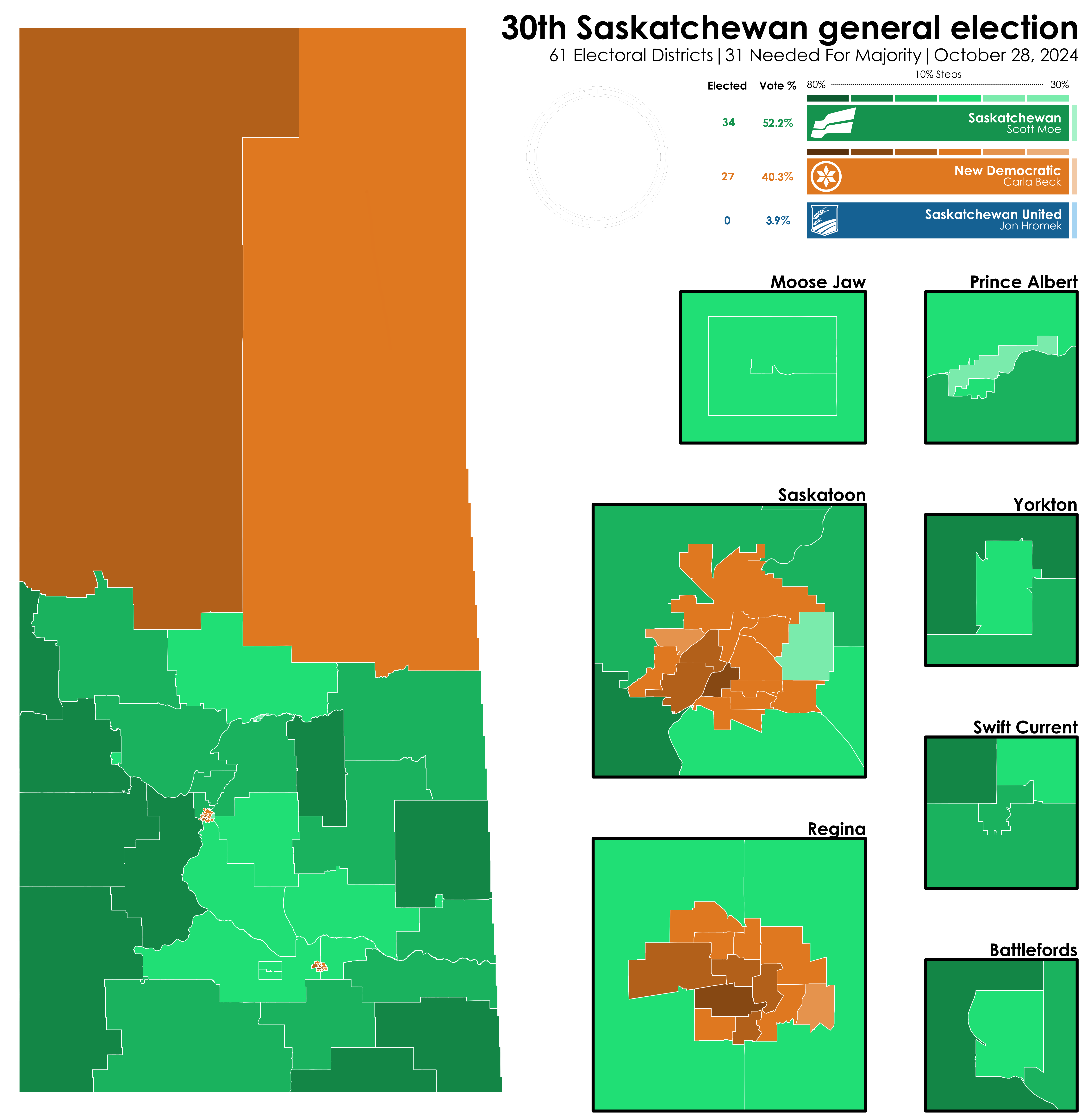
Risultati delle elezioni in Saskatchewan del 2024. L'orientamento politico e la distribuzione dei seggi sono profondamente divisi tra aree urbane (a destra) e aree rurali. Fa eccezione il nord, sparsamente popolato e con legami storici con l'NDP

Pur essendo stata la culla del socialismo parlamentare canadese, nel XXI secolo la politica del Saskatchewan si è spostata verso tendenze sempre più conservatrici e di destra.
L'assetto politico provinciale è fortemente bipartitico, in parte incentivato dal sistema elettorale maggioritario applicato in pressoché tutto il Canada. I due soggetti politici dominanti sono la sezione provinciale del Nuovo Partito Democratico (socialdemocrazia) e il Partito del Saskatchewan (populismo di destra). I bacini elettorali dei due partiti principali sono spiccatamente divisi tra zone urbane e zone rurali.
A livello federale il Saskatchewan è una roccaforte del Partito Conservatore del Canada.

## Società

### Evoluzione demografica
| Anno | Popolazione | Posizione fra le Province |
| ---- | ----------- | ------------------------- |
| 1901 | 91 279      | 8                         |
| 1911 | 492 432     | 3                         |
| 1921 | 757 510     | 3                         |
| 1931 | 921 785     | 3                         |
| 1941 | 895 992     | 3                         |
| 1951 | 831 728     | 5                         |
| 1956 | 880 665     | 5                         |
| 1961 | 925 181     | 5                         |
| 1966 | 955 344     | 6                         |
| 1971 | 926 242     | 6                         |
| 1976 | 921 325     | 6                         |
| 1981 | 968 313     | 6                         |
| 1986 | 1 009 613   | 6                         |
| 1991 | 988 928     | 6                         |
| 1996 | 976 615     | 6                         |
| 2001 | 978 933     | 6                         |
| 2006 | 985 386     | 6                         |

Fonte: Statistics Canada

## Sport

### Football canadese
Per quanto riguarda lo sport, il Saskatchewan non ha franchigie che giocano nel circuito del Big Four nord americano (le 4 grandi leghe sportive professionistiche americane). Ha comunque un team rappresentativo che gioca nella Canadian Football League, la lega professionistica del Football canadese: il Saskatchewan Roughriders, con sede a Regina.